# Hands to Myself
"Hands to Myself" is een single van de Amerikaanse zangeres Selena Gomez van haar tweede studioalbum Revival. De single is geschreven door Justin Tranter, Julia Michaels, Mattman & Robin en Max Martin. 

## Achtergrondinformatie
"Hands to Myself" werd uitgegeven voor de radio op 26 januari 2016. In de Billboard Hot 100 behaalde de single de zevende plek. In Canada, Nieuw-Zeeland en Slowakije kwam de single in de top tien.
De bijhorende videoclip is geregisseerd door Alek Keshishian en kwam uit op 21 december 2015. Gomez heeft de single onder andere gepromoot tijdens de Victoria's Secret Fashion Show in 2015 en bij Saturday Night Live. 

## Tracklijst
| Nr. | Titel           | Duur |
| --- | --------------- | ---- |
| 1.  | Hands to Myself | 3:20 |

| Nr. | Titel                               | Duur |
| --- | ----------------------------------- | ---- |
| 1.  | Hands to Myself (Betablock3r remix) | 5:16 |
| 2.  | Hands to Myself (Fareoh remix)      | 3:01 |
| 3.  | Hands to Myself (KANDY remix)       | 3:18 |

## Hitnoteringen

### Nederlandse Top 40
| Hitnotering: 05-03-2016 t/m 26-03-2016 | Hitnotering: 05-03-2016 t/m 26-03-2016 | Hitnotering: 05-03-2016 t/m 26-03-2016 | Hitnotering: 05-03-2016 t/m 26-03-2016 | Hitnotering: 05-03-2016 t/m 26-03-2016 | Hitnotering: 05-03-2016 t/m 26-03-2016 |
| Week:                                  | 1                                      | 2                                      | 3                                      | 4                                      |                                        |
| -------------------------------------- | -------------------------------------- | -------------------------------------- | -------------------------------------- | -------------------------------------- | -------------------------------------- |
| Positie:                               | 38                                     | 36                                     | 33                                     | 39                                     | uit                                    |

### NederlandseSingle Top 100
| Hitnotering: 09-01-2016 t/m 07-05-2016 | Hitnotering: 09-01-2016 t/m 07-05-2016 | Hitnotering: 09-01-2016 t/m 07-05-2016 | Hitnotering: 09-01-2016 t/m 07-05-2016 | Hitnotering: 09-01-2016 t/m 07-05-2016 | Hitnotering: 09-01-2016 t/m 07-05-2016 | Hitnotering: 09-01-2016 t/m 07-05-2016 | Hitnotering: 09-01-2016 t/m 07-05-2016 | Hitnotering: 09-01-2016 t/m 07-05-2016 | Hitnotering: 09-01-2016 t/m 07-05-2016 | Hitnotering: 09-01-2016 t/m 07-05-2016 | Hitnotering: 09-01-2016 t/m 07-05-2016 | Hitnotering: 09-01-2016 t/m 07-05-2016 | Hitnotering: 09-01-2016 t/m 07-05-2016 | Hitnotering: 09-01-2016 t/m 07-05-2016 | Hitnotering: 09-01-2016 t/m 07-05-2016 | Hitnotering: 09-01-2016 t/m 07-05-2016 | Hitnotering: 09-01-2016 t/m 07-05-2016 | Hitnotering: 09-01-2016 t/m 07-05-2016 | Hitnotering: 09-01-2016 t/m 07-05-2016 |
| Week:                                  | 1                                      | 2                                      | 3                                      | 4                                      | 5                                      | 6                                      | 7                                      | 8                                      | 9                                      | 10                                     | 11                                     | 12                                     | 13                                     | 14                                     | 15                                     | 16                                     | 17                                     | 18                                     |                                        |
| -------------------------------------- | -------------------------------------- | -------------------------------------- | -------------------------------------- | -------------------------------------- | -------------------------------------- | -------------------------------------- | -------------------------------------- | -------------------------------------- | -------------------------------------- | -------------------------------------- | -------------------------------------- | -------------------------------------- | -------------------------------------- | -------------------------------------- | -------------------------------------- | -------------------------------------- | -------------------------------------- | -------------------------------------- | -------------------------------------- |
| Positie:                               | 89                                     | 64                                     | 48                                     | 37                                     | 32                                     | 32                                     | 46                                     | 43                                     | 43                                     | 41                                     | 43                                     | 45                                     | 46                                     | 51                                     | 62                                     | 66                                     | 72                                     | 88                                     | uit                                    |

### NederlandseMega Top 50
| Hitnotering: 12-03-2016 | Hitnotering: 12-03-2016 | Hitnotering: 12-03-2016 |
| Week:                   | 1                       |                         |
| ----------------------- | ----------------------- | ----------------------- |
| Positie:                | 46                      | uit                     |

## Releasedata
| Land             | Releasedatum    | Formaat | Label           |
| ---------------- | --------------- | ------- | --------------- |
| Verenigde Staten | 26 januari 2016 | Radio   | Interscope      |
| Italië           | 4 maart 2016    | Radio   | Universal Music |